# (136108) Haumea
Haumea (symbol: ) – planeta karłowata z Pasa Kuipera, należąca do grupy plutoidów, odkryta 7 marca 2003 roku.

## Odkrycie i nazwa
Choć odkrycie ogłoszono 29 lipca 2005 roku, Haumea została sfotografowana już w 1955 roku i odnaleziona pół wieku później na kliszach z Obserwatorium Palomar. Odkrycie zostało zgłoszone przez grupę José L. Ortiza z Obserwatorium Sierra Nevada w Hiszpanii, chociaż obiekt był obserwowany niezależnie przez grupę Mike'a Browna z Caltech w Stanach Zjednoczonych. Początkowo Brown uznał pierwszeństwo Ortiza, lecz sprawa stała się kontrowersyjna, kiedy pojawiły się wątpliwości, czy Ortiz nie wykorzystał danych zebranych przez grupę z Caltechu.
Kontrowersje wokół odkrycia przyspieszyły ogłoszenie dwóch innych odkryć zespołu Mike'a Browna – Makemake, którego średnica wynosi około 60% średnicy Plutona, oraz ciała o wielkości zbliżonej do Plutona – Eris.
17 września 2008 roku Międzynarodowa Unia Astronomiczna zakwalifikowała Haumeę jako planetę karłowatą i nadała jej obecną nazwę. Jej nazwa pochodzi od Haumei, bogini płodności i porodu w mitologii hawajskiej. Wcześniej nosiła ona tymczasowe oznaczenie 2003 EL61, a także używana była nieoficjalna nazwa – „Santa” (Święty Mikołaj).

## Orbita

Orbity Haumei (żółta) i Plutona (czerwona)

(136108) Haumea obiega Słońce po orbicie o mimośrodzie 0,197 i nachyleniu do ekliptyki 28,2° w czasie ok. 282 lat. Średnia odległość tego ciała od Słońca wynosi 42,96 j.a. Początkowo Haumea została zaklasyfikowana do klasycznych obiektów Pasa Kuipera (cubewano), ale później została skreślona z tej listy.

## Rozmiary i charakterystyka fizyczna

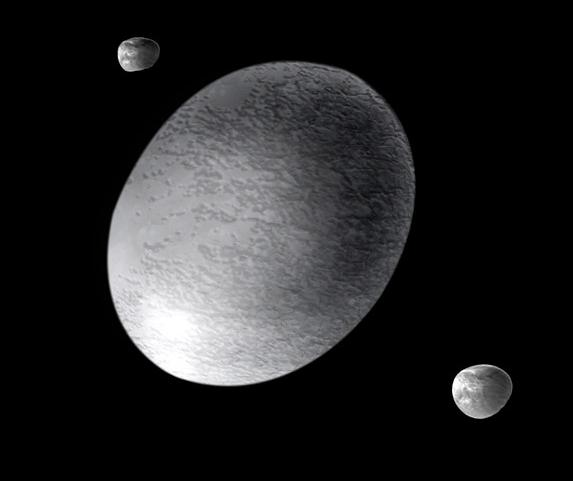
Artystyczna wizja Haumei i jej księżyców

Ciało to nie ma kształtu sferycznego, choć jego rozmiary i masa (ponad 30% masy Plutona) pozwalały, by w przeszłości uformowało się w obiekt prawie kulisty. Jednak bardzo szybki ruch obrotowy wokół najkrótszej osi (niespełna 4 godziny – jeden z najkrótszych spośród wszystkich ciał Układu Słonecznego o średnicach przekraczających 100 km) spowodował rozciągnięcie planetoidy. Według pomiarów przeprowadzonych za pomocą teleskopu Kecka miał to być obiekt o kształcie grubego cygara o rozmiarach ~1960×1518×996 (średnio 1500) km. Nowsze oszacowania mówią jednak o średnicy około 1595 km.
Przypuszcza się, że w okresie kształtowania się planet ta planetoida transneptunowa mogła wziąć udział w jakiejś ogromnej kosmicznej kolizji z innym ciałem niebieskim. Wtedy właśnie doszło do przyśpieszenia ruchu obrotowego i utworzenia satelitów tego obiektu oraz innych jeszcze ciał, które nie są już powiązane grawitacyjnie z Haumeą. Wskazuje na to odkrycie pięciu planetoid o orbitach zbliżonych do orbity Haumei, których symulacje orbit prowadzą do wspólnego dla tych obiektów punktu. Byłaby to pierwsza znaleziona w Pasie Kuipera rodzina planetoid powstała w trakcie jednej kosmicznej katastrofy.
Około 75% powierzchni Haumei jest pokryte lodem.

## Naturalne satelity
Obserwacje z użyciem optyki adaptacyjnej wykazały, że (136108) Haumea ma dwa księżyce. Większy z nich – Hiʻiaka (tymczasowe oznaczenie: S/2005 (136108) 1) – obiega tę planetoidę po orbicie o mimośrodzie 0,05 w średniej odległości 49 100 km w ciągu 49,12 dni. Jego masa stanowi ok. 1% masy głównego ciała. Ma średnicę szacowaną na ok. 350 km. Nazwa tego księżyca pochodzi od hawajskiej bogini o imieniu Hiʻiaka, jednej z córek Haumei. Wcześniej był on nieoficjalnie nazywany „Rudolph” (jeden z reniferów Świętego Mikołaja z wiersza A Visit from St. Nicholas).
Mniejszy księżyc – Namaka (tymczasowe oznaczenie: S/2005 (136108) 2) – krąży w średniej odległości 39 300 km w czasie 34,7 dnia. Orbity obydwu satelitów nachylone są względem siebie o ok. 40°. Jego średnica wyliczona na podstawie współczynnika odbijania światła wynosi ok. 150 km. Jego nazwa pochodzi od Namaki, ducha wody zrodzonego z ciała Haumei. Księżyc ten był nieoficjalnie nazywany „Blitzen” (jeden z reniferów Świętego Mikołaja z wiersza A Visit from St. Nicholas).
Na podstawie obserwacji ruchów tych ciał obliczono masę układu, która wynosi ok. 4,0×1021 kg.

## Pierścień
W październiku 2017 poinformowano o odkryciu wokół Haumei pierścienia. Zaobserwowano go dzięki analizie zjawiska zakrycia gwiazdy przez Haumeę 21 stycznia 2017 roku.